# Гимназия «Слободан Шкерович»
Здание гимназии «Слободан Шкерович» — архитектурный памятник, находящийся в Подгорице, Черногория. В здании размещается средняя школа (гимназия). Это самая старая средняя школа в городе.

## История
Гимназия была учреждена в 1907 году указом князя Николы I Петровича Негоша. Это была первая четырёхклассная средняя общеобразовательная школа в Подгорице. Сначала в ней размещались только младшие классы, а старшие открылись несколько лет спустя. Во время австро-венгерской оккупации Черногории с 1916 до 1918 года гимназия была закрыта, а вся педагогическая документация утрачена.

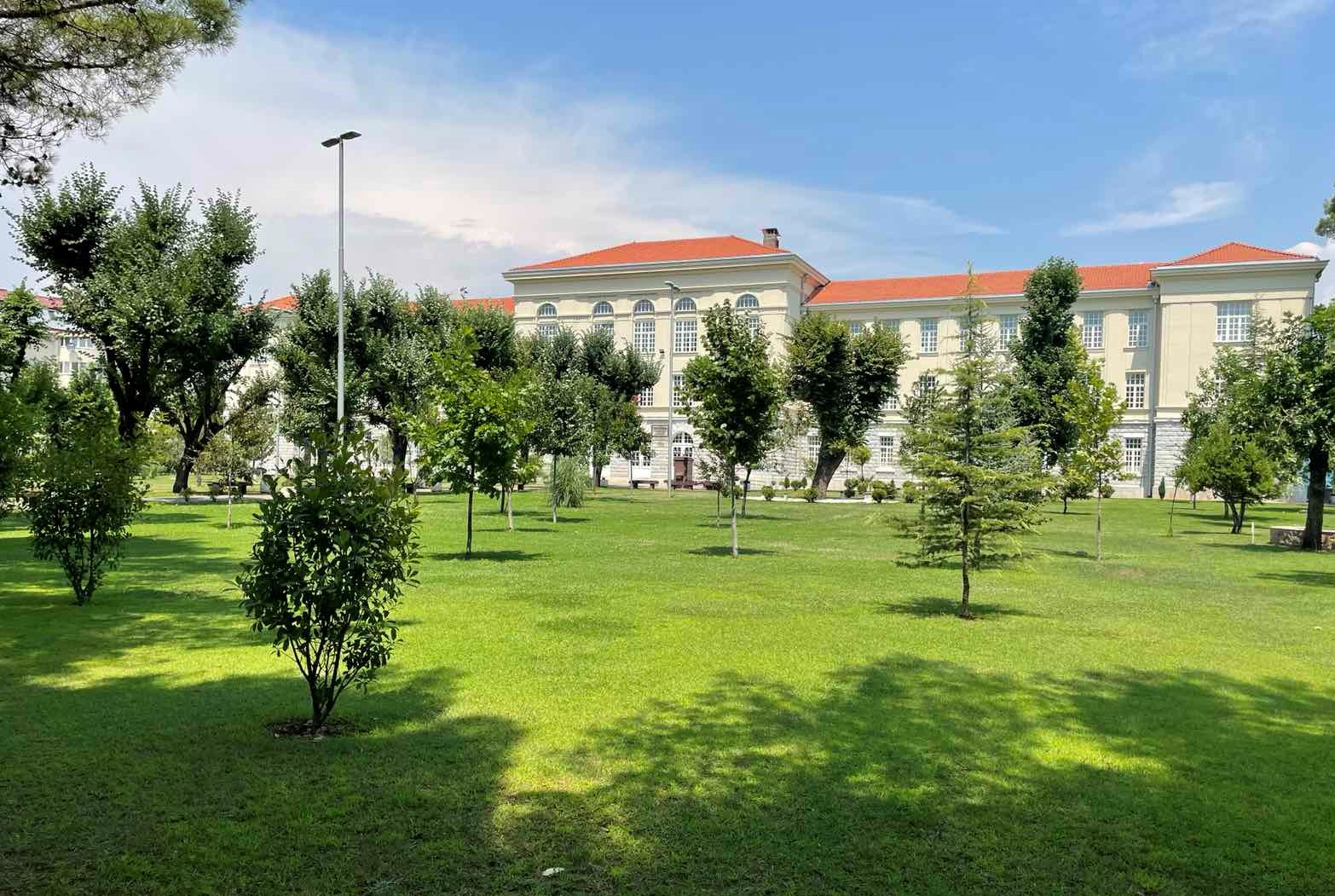
Здание гимназии

Гимназия вновь открылась в феврале 1919 года. В период с 1920 до 1941 год гимназия в Подгорице имела репутацию одной из самых лучших в Югославии по качеству преподавания и образования, культурной, общественной и спортивной активности.
В 1930 году было построено нынешнее монументальное трехэтажное здание, напоминающее дворец. В здании располагались 26 классных комнат, квартира директора, большой церемониальный зал, который мог вместить более 500 человек. 
Это одно из немногих сооружений в Подгорице, которое практически нетронутым пережило бомбардировку Подгорицы союзниками в 1944 году во время Второй мировой войны.
В 1960 году она сменила название на сегодняшнее в честь своего бывшего ученика и революционера Слободана Шкеровича.
В историческом здании гимназии расположены актовый зал, спортивная площадка, а также библиотека с читальным и мультимедийным залами.
В современной системе образования Черногории гимназия «Слободан Шкерович» занимает важное место и символизирует традиционные ценности.